# Selva (Katalonien)

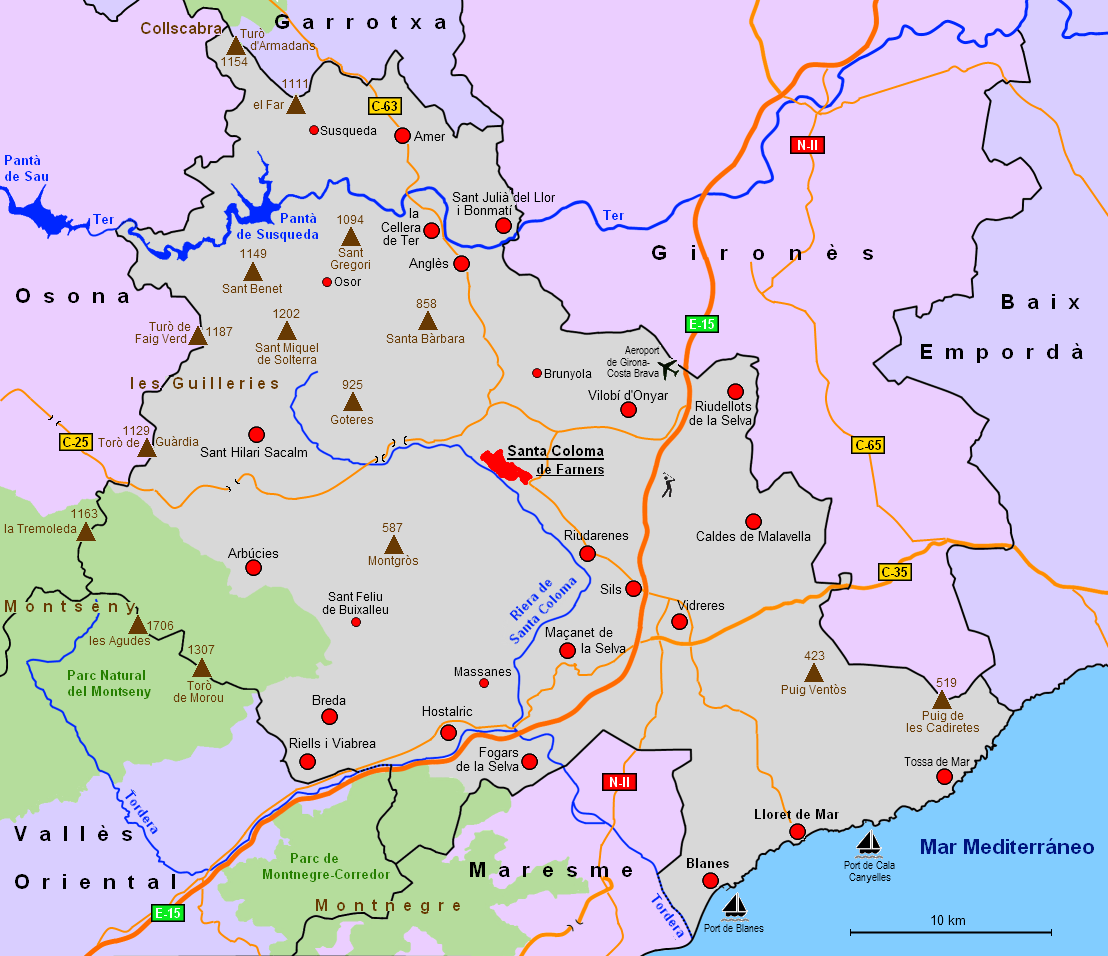
Karte von Selva

Die Comarca Selva ist eine Verwaltungseinheit in den Provinzen Girona und Barcelona der spanischen Autonomen Region Katalonien. Mit Ausnahme der Gemeinde Fogars de la Selva, die zur Provinz Barcelona gehört, liegen alle Gemeinden in der Provinz Girona.

## Lage
Die Comarca befindet sich nur wenige Kilometer südlich der Provinzhauptstadt Girona. Barcelona liegt etwa 70 km südwestlich. Im Norden grenzt Selva an die Comarca Garrotxa, im Osten an Gironès und Baix Empordà, im Südwesten an die 28 km lange Küste des Mittelmeers, im Westen an Osona, Vallès Oriental und Maresme.
Zusammen mit den Comarcas Alt Empordà, Baix Empordà, Garrotxa, Pla de l’Estany, Gironès und Ripollès bildet die Region das Territorium Comarques gironines.

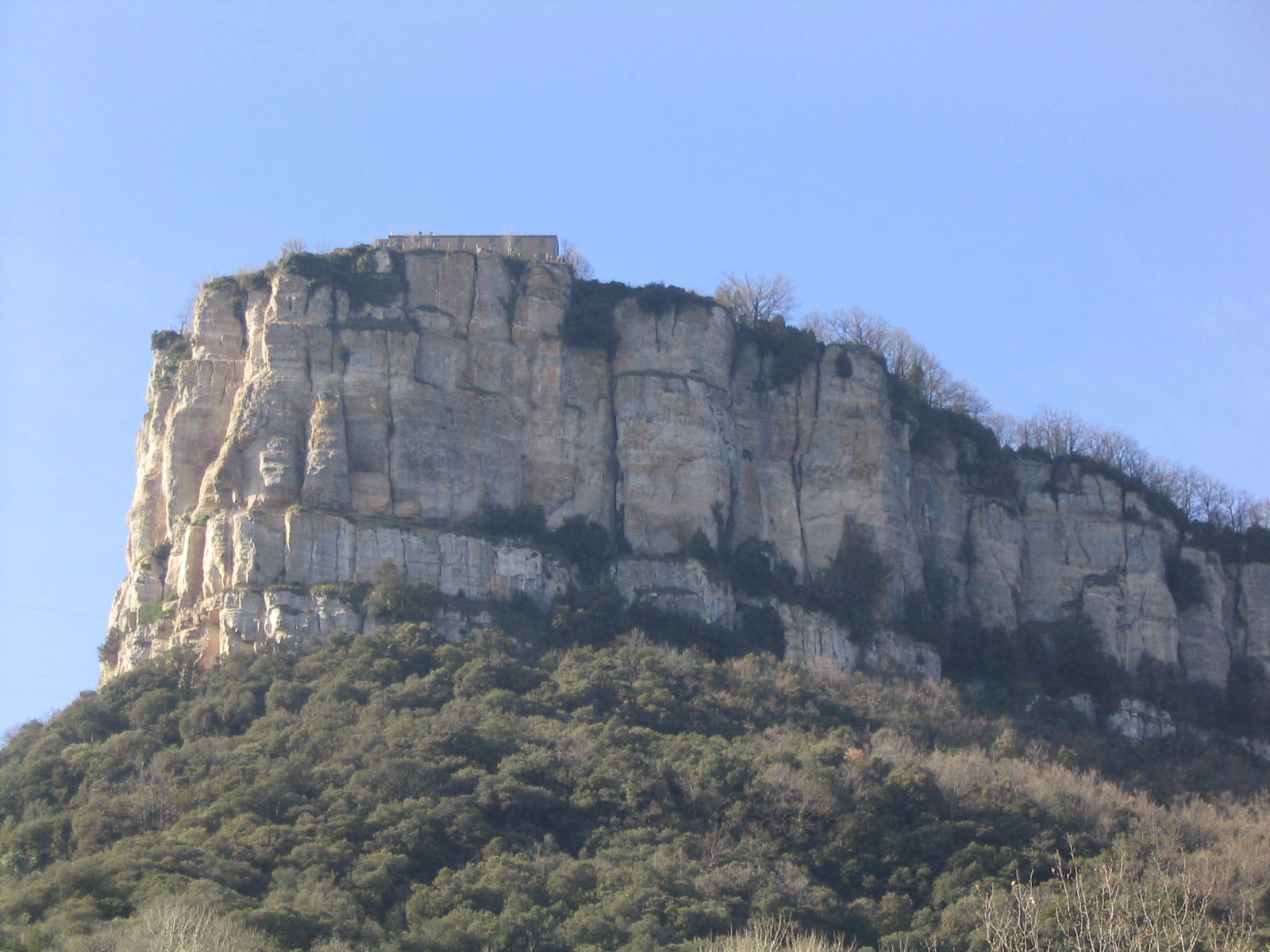
El Far in der Serralada Transversal

Der größte Teil der Comarca liegt in der Selva-Senke, die von allen Seiten durch Gebirgszüge eingeschlossen ist. Im Zentrum der Senke, auf dem Gebiet der Gemeinde Vilobí d’Onyar, befindet sich ein etwa 4 km breiter Krater. Weitere vulkanische Bildungen sind südlich vom Krater anzutreffen. Dabei stellt das Maar Camp dels Ninots eine bedeutende Fossillagerstätte dar.
Nördlich des Flusses Ter liegt der Gebirgszug der Serralada Transversal. Im Westen hat der Kreis Anteil an den von Eichen, Buchen und Edelkastanien bewaldeten Vorküstengebirgszügen von Montseny und Guilleries. Hier befinden sich mehrere Berggipfel von über 1000 m. Die höchste Erhebung ist der Gipfel des les Agudes (1706 m). Im Südwesten liegt das Küstengebirge Montnegre.
Im Norden durchquert der Fluss Ter die Comarca von West nach Ost und speist dabei den Stausee Pantà de Susqueda mit einer Kapazität von 223 Mio. m³. Der Stausee dient der Stromerzeugung (200 Mio. kWh) und der Trinkwasserversorgung der Region.
Im Süden erstreckt sich Selva über das Küstengebirge der Costa Brava mit seinen steil abfallenden Felswänden bis zum Mittelmeer. Auf dem 20 km langen Küstenabschnitt befinden sich die bekannten Küstenorte Tossa de Mar, Lloret de Mar und Blanes.

## Verkehr
Wichtige Verkehrsverbindungen führen durch das Kreisgebiet: Die Autobahn AP-7/E-15 (Barcelona–Frankreich), die parallel verlaufende Nationalstraße N-II und die Bahnlinie Barcelona–Portbou. Im Kreisgebiet liegt auch der Flughafen „Girona-Costa Brava“.

## Klima
An der Küste herrscht mediterranes Klima mit geringen Niederschlägen und milden Temperaturen im Sommer und im Winter. In der Selva-Senke ist das Klima feucht, jedoch mit wenig Niederschlägen und geringen Temperaturschwankungen. Im gebirgigen Norden gibt es häufig Niederschläge, die Temperaturen sind niedrig.

## Vegetation
Über die Hälfte des Gebiets ist von Wald bedeckt, daher der Name (Wald = kat. und span. selva). An der Costa Brava gibt es überwiegend Steineichen- und Kiefernwälder. Im restlichen Gebiet, je nach Höhenlage, sind es Korkeichen-, Steineichen-, Kastanien- und Buchenwälder.

## Wirtschaft
Große Bedeutung hat der Tourismus, hauptsächlich an der Costa Brava. Bekannt sind die drei Badeorte Tossa de Mar, Lloret de Mar und Blanes. In Blanes und Cala Canyelles (bei Lloret de Mar) befinden sich Jachthäfen. 
Ergiebige Thermalquellen haben auch Kurbäder in Caldes de Malavella, Santa Coloma de Farners entstehen lassen. Der Betrieb der Kurbäder in den Gemeinden Sant Hilari Sacalm und Amer wurde eingestellt. Durch die zahlreichen Mineralquellen und deren gute Qualität, haben sich mehrere Abfüllbetriebe für Mineralwasser in der Region angesiedelt.
In der Landwirtschaft werden Getreide, Wein, Haselnüsse und Obst angebaut. Von geringerer Bedeutung ist die Schaf- und Schweinezucht.
In der Comarca gibt es auch zahlreiche Betriebe der Nahrungsmittel-, Textil-, Papier-, Holz- und Metallindustrie.

## Gemeinden
| Gemeinde                      | Einwohner (2024) | Fläche km² | Dichte Einw./km² | Cod INE | Postleitzahl | Provinz   |
| ----------------------------- | ---------------- | ---------- | ---------------- | ------- | ------------ | --------- |
| Amer                          | 2.415            | 40,13      | 60               | 17007   | 17170        | Girona    |
| Anglès                        | 5.969            | 16,33      | 366              | 17008   | 17160        | Girona    |
| Arbúcies                      | 6.574            | 86,22      | 76               | 17009   | 17401        | Girona    |
| Blanes                        | 42.198           | 17,89      | 2.359            | 17023   | 17300        | Girona    |
| Breda                         | 3.930            | 5,01       | 784              | 17027   | 17400        | Girona    |
| Brunyola i Sant Martí Sapresa | 395              | 36,85      | 11               | 17028   | 17441        | Girona    |
| Caldes de Malavella           | 8.509            | 57,21      | 149              | 17033   | 17455        | Girona    |
| La Cellera de Ter             | 2.014            | 14,55      | 138              | 17189   | 17165        | Girona    |
| Fogars de la Selva            | 1.680            | 32,28      | 52               | 08082   | 08495        | Barcelona |
| Hostalric                     | 4.446            | 3,38       | 1.315            | 17083   | 17450        | Girona    |
| Lloret de Mar                 | 42.600           | 48,37      | 881              | 17095   | 17310        | Girona    |
| Maçanet de la Selva           | 7.962            | 45,63      | 174              | 17103   | 17412        | Girona    |
| Massanes                      | 843              | 25,93      | 33               | 17101   | 17452        | Girona    |
| Osor                          | 418              | 52,15      | 8                | 17116   | 17161        | Girona    |
| Riells i Viabrea              | 4.499            | 26,98      | 167              | 17146   | 17404        | Girona    |
| Riudarenes                    | 2.445            | 47,56      | 51               | 17148   | 17421        | Girona    |
| Riudellots de la Selva        | 2.142            | 13,36      | 160              | 17150   | 17457        | Girona    |
| Sant Feliu de Buixalleu       | 878              | 62,11      | 14               | 17159   | 17451        | Girona    |
| Sant Hilari Sacalm            | 5.982            | 83,70      | 71               | 17164   | 17403        | Girona    |
| Sant Julià del Llor i Bonmatí | 1.373            | 10,02      | 137              | 17903   | 17164        | Girona    |
| Santa Coloma de Farners       | 13.657           | 70,67      | 193              | 17180   | 17430        | Girona    |
| Sils                          | 6.720            | 30,05      | 224              | 17193   | 17410        | Girona    |
| Susqueda                      | 97               | 50,79      | 2                | 17194   | 17171        | Girona    |
| Tossa de Mar                  | 6.274            | 38,43      | 163              | 17202   | 17320        | Girona    |
| Vidreres                      | 8.538            | 48,37      | 177              | 17213   | 17411        | Girona    |
| Vilobí d’Onyar                | 3.315            | 32,45      | 102              | 17233   | 17185        | Girona    |
| Comarca Selva                 | 185.873          | 996,42     | 187              | –       | –            | –         |